# 田北惟
田北 惟（たきた たもつ、1890年（明治23年）8月22日 - 1942年（昭和17年）10月31日）は、大日本帝国陸軍軍人。最終階級は陸軍少将。

## 経歴
1890年（明治23年）に東京府で生まれた。陸軍士官学校第22期、陸軍大学校第30期卒業。1933年（昭和8年）8月に陸軍歩兵大佐進級と同時に台湾軍司令部附となり、台北帝国大学に配属された。1935年（昭和10年）8月に歩兵第22連隊長に転じ、1937年（昭和12年）8月1日に豊予要塞司令官に着任。11月1日に陸軍少将に進級し、1938年（昭和13年）7月15日に待命、7月27日に予備役に編入された。

## 栄典
位階
- 1938年（昭和13年）8月24日 - 従四位[3]

勲章等
- 1940年（昭和15年）8月15日 - 紀元二千六百年祝典記念章[4]